# Jonas Hoffman (målare)
Jonas Hoffman, född 1728 i Örebro, död 1780, var en svensk målare.
Redan vid 14 års ålder hade Jonas Hoffman kommit i lära hos hovmålaren Johan Pasch. Han biträdde Johan Pasch som dekoratör vid dekorationsarbetet i Stockholms slottskapell i 10 år. Han visade då sådana anlag att han erhöll ett resestipendium av slottsbyggnadsdeputationen. Han vistades utomlands, främst i Paris och Rom, där han stannade i 16 år. Överintendenten för Kongliga Ritareakademien (nuvarande Konstakademien), Carl Fredrik Adelcrantz, kallade hem honom 1771 och han återvände han då till Sverige som lärd akademiker, helt fångad i nyklassicismens stilschema. Samma år blev han ledamot av Ritareakademien och 1772 blev han professor i teckning vid Målare- och Bildhuggareakademien vid Konstakademien.
Johan Hoffmans mest berömda arbete är altartavlan från 1766 i Klara kyrka i Stockholm, den föreställer Kristi nedtagning från korset och är en bland de bästa religiösa målningarna av någon svensk konstnär.
I Klara kyrka är altaruppsatsen från 1787–1790 och utförd av Carl Fredrik Adelcrantz och dopfunten av Thor Thorén 1908. Altaruppsatsen flankeras av två knäböjande änglar, huggna 1904 efter gipsoriginal av Johan Tobias Sergel. Predikstolen är troligen utförd 1753 efter Carl Hårlemans ritningar. I Klara kyrka lät Agneta Wrede bygga den södra porten, vilken pryds av vapnen för ätterna Wrede och Lillie. I Åkeshovs slott i Bromma utfördes på 1740-talet väggfälten i Agneta Wredes förmak och i stora salen av den snabba och skicklige dekoratören Johan Pasch och hans medhjälpare, Jonas Hoffman, som senare blev professor och historiemålare. Hjortjakten i stora salen är en lätt ändrad kopia av den stora tavla, som köptes till slottet 1740 och som är signerad av Jean-Baptiste Oudry. Tydligen var tavlan populär för att en förminskad kopia utförde Jonas Hoffman åt Johan Paschs malmgård på Bellevue, nu i Stockholms slotts samlingar. Några dörröverstycken verkar vara målade av Johan Pasch, men om de verkligen är utförda av Jonas Hoffman eller någon annan av Paschs medhjälpare kan knappast avgöras utan dokumentariska belägg.
Senare tycks Hoffman ha ägnat sig åt den antika riktningen och målade ämnen ur mytologin. Man känner dock högst få arbeten av Jonas Hoffman. Han avled redan i april 1780.
Hoffman finns bland annat representerad vid Norrköpings konstmuseum.

## Representerad
- Nationalmuseum i Stockholm,[5]
- Klara kyrka,
- Stora Kopparbergs kyrka i Falun,[6]
- Drottningholms slott och
- Stockholms slott.

## Bilder

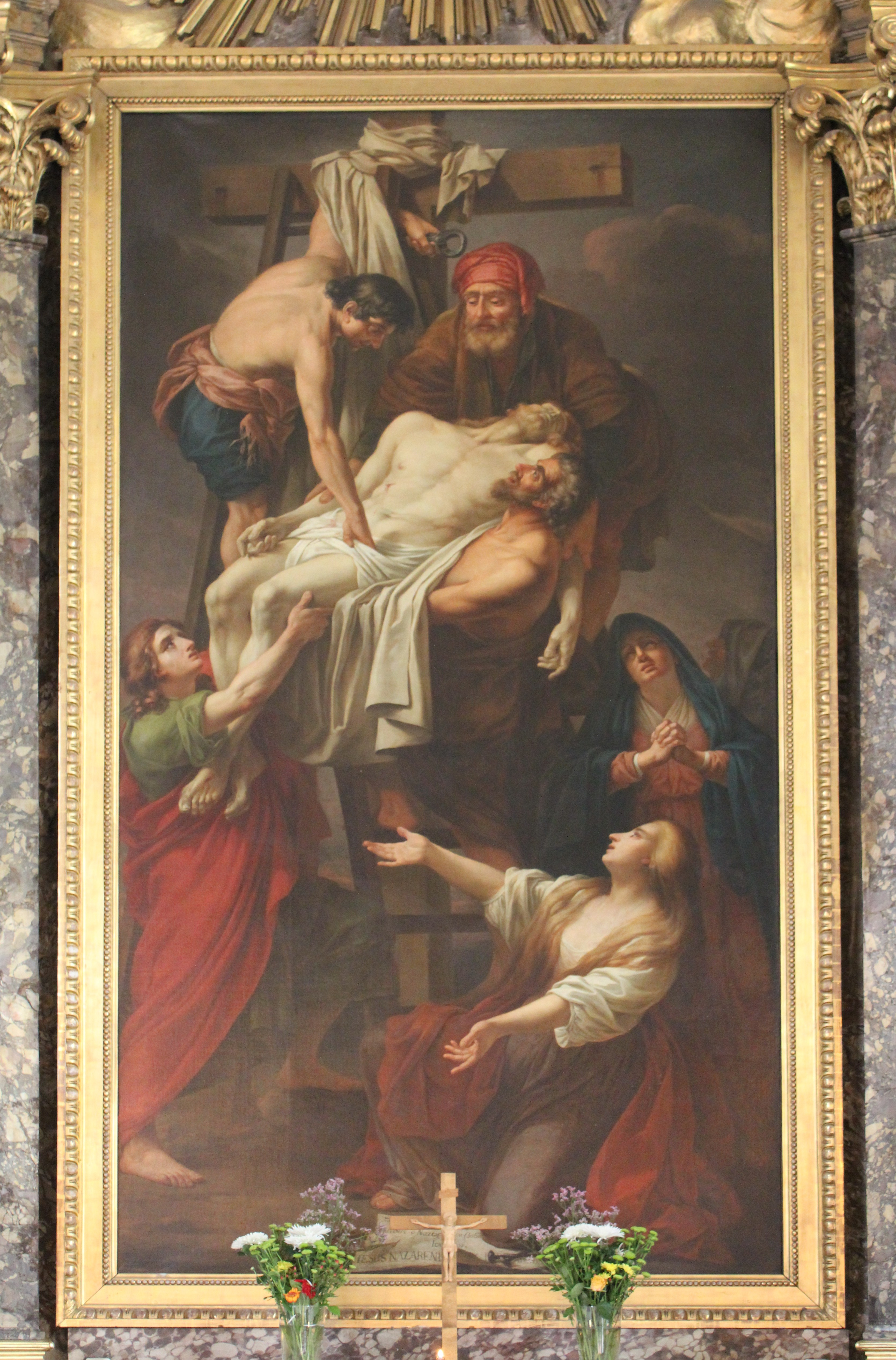
Altartavlan i Klara kyrka, som föreställer Kristi nedtagning från korset, av Jonas Hoffman och målades 1766.
Danaë och guldregnet. Kopia efter Giovanni Battista Tiepolo, 1753, Nationalmuseum, Stockholm.
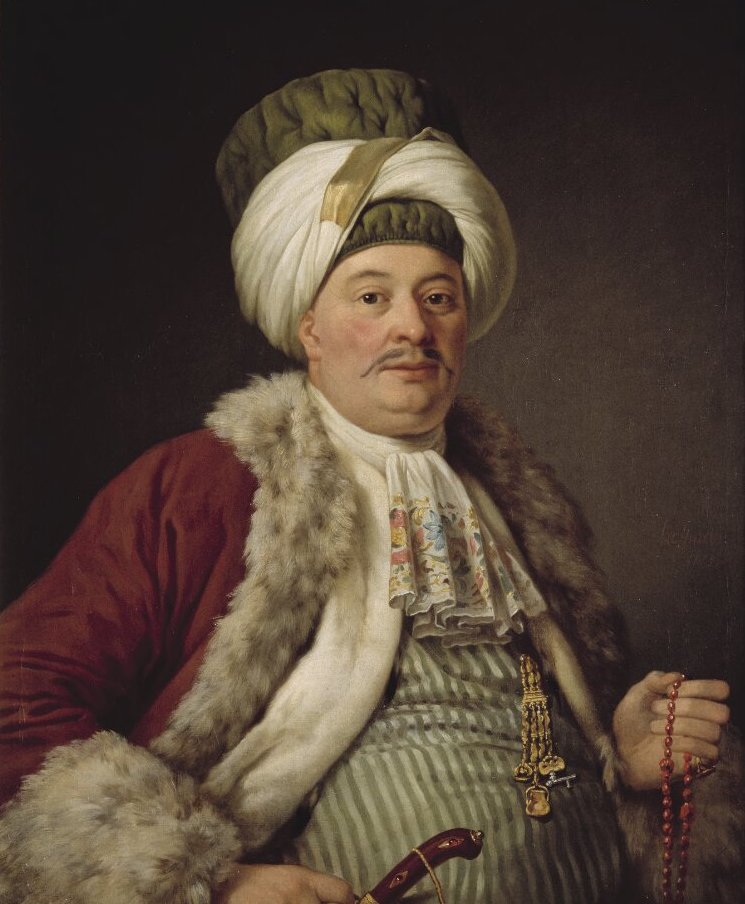
Porträtt av Sveriges generalkonsul i Konstantinopel Cornelius Asmund Palm, 1773.